# Boesenbergia cordata
Boesenbergia cordata är en enhjärtbladig växtart som beskrevs av Rosemary Margaret Smith. Boesenbergia cordata ingår i släktet Boesenbergia och familjen Zingiberaceae. Inga underarter finns listade i Catalogue of Life.